# Tour de la Somme 2017
Die 32. Tour de la Somme 2017 war ein französisches Straßenradrennen im Département Somme mit Start in Blangy-Tronville und Ziel in Mers-les-Bains nach 197,9 km. Es fand am Sonntag, den 21. Mai 2017, statt. Zudem war es Teil der UCI Europe Tour 2017 und dort in der Kategorie 1.1 eingestuft.
Sieger wurde im Sprint einer etwa 30 Fahrern starken Gruppe der Franzose Adrien Petit von Direct Énergie vor seinen Landsleuten Rudy Barbier von AG2R La Mondiale und Lorrenzo Manzin von FDJ.

## Teilnehmende Mannschaften
| WorldTeams (2)- FDJ - AG2R La Mondiale Professional Continental Teams (5)- Direct Énergie - Cofidis, Solutions Crédits - Fortuneo-Vital Concept - WB-Veranclassic-Aqua Protect - Delko Marseille Provence KTM Continental Teams (7)- Armée de terre - Lotto-Kern-Haus - HP BTP-Auber 93 - Differdange-Losch - Hrinkow Advarics Cycleang - D'Amico-Utensilnord - Start Vaxes-Partizan |
| |

## Rennergebnis
| #      | Fahrer           | Team                       | Zeit       |
| ------ | ---------------- | -------------------------- | ---------- |
| Sieger | Adrien Petit     | Direct Énergie             | 3h 59' 13" |
| 2.     | Rudy Barbier     | AG2R La Mondiale           | gl. Zeit   |
| 3.     | Lorrenzo Manzin  | FDJ                        | gl. Zeit   |
| 4.     | Romain Cardis    | Direct Énergie             | gl. Zeit   |
| 5.     | Hugo Hofstetter  | Cofidis, Solutions Crédits | gl. Zeit   |
| 6.     | Thibault Ferasse | Armée de terre             | gl. Zeit   |
| 7.     | Erwann Corbel    | Fortuneo-Vital Concept     | gl. Zeit   |
| 8.     | Jelle Donders    | Differdange-Losch          | gl. Zeit   |
| 9.     | Damien Touzé     | HP-BTP Auber 93            | gl. Zeit   |
| 10.    | Jimmy Raibaud    | Armée de terre             | gl. Zeit   |